# Perfect Dark (reboot)
Pour les articles homonymes, voir Perfect Dark (homonymie).
Perfect Dark est un jeu vidéo annulé, développé par The Initiative et Crystal Dynamics. Il est édité par Xbox Game Studios pour Microsoft Windows et Xbox Series. Le jeu est un reboot de la franchise Perfect Dark. 

## Prémisse
Perfect Dark aurait dû se dérouler dans un futur proche dans un monde déchiré par des catastrophes écologiques.

## Développement
Perfect Dark est le premier projet de The Initiative, un studio Microsoft fondé en 2018 et dirigé par Darrell Gallagher. Gallagher, qui avait déjà travaillé sur la renaissance de Tomb Raider en 2013, a choisi de travailler sur un redémarrage de Perfect Dark après que Microsoft lui ait présenté quelques opportunités. Les plans pour le jeu avaient déjà été discutés avant que Gallagher ne rejoigne The Initiative, avec le chef de Xbox Phil Spencer déclarant que le jeu est considéré comme une opportunité pour la protagoniste Joanna Dark de diversifier la famille Xbox. Le directeur de la conception, Drew Murray, a révélé que le jeu était envisagé comme un jeu de tir espion et que le studio souhaitait que la physique du personnage du joueur joue un rôle plus important que dans les jeux de tir à la première personne traditionnels. En février 2021, Murray quitte The Initiative pour rejoindre Insomniac Games. Peu de temps après, Rhonda Cox, productrice de God of War, a rejoint l'entreprise en tant que productrice principale du jeu.
En septembre 2021, The Initiative a annoncé qu'elle s'associerait à Crystal Dynamics pour le développement du jeu. Daniel Neuburger, qui avait précédemment réalisé plusieurs jeux Tomb Raider chez Crystal Dynamics, était le directeur du jeu, jusqu'à ce qu'il quitte The Initiative en février 2022. Au cours des 12 mois précédents, un nombre important de développeurs avaient également quitté l'entreprise, invoquant un manque d'autonomie créative et la lenteur des progrès du développement comme raison de leur départ. Après qu'Embracer Group a indiqué avoir conclu un accord avec Square Enix pour acquérir Crystal Dynamics, The Initiative a confirmé qu'il continuerait à co-développer le jeu avec le studio.
Le jeu est annulé en juillet 2025, à la suite de licenciements au sein de Microsoft.

## Communication et sortie
Bien que le travail sur un renouveau de Perfect Dark ait fait l'objet de rumeurs au début de 2018, Perfect Dark a été officiellement annoncé aux Game Awards 2020 avec une bande-annonce, après que le développement du jeu ait été suggéré par certaines sources plus tôt cette année-là. En tant que franchise de Microsoft, Perfect Dark devait sortir sur les plates-formes Xbox et Microsoft Windows. Le jeu devait également être disponible pour les abonnés Xbox Game Pass. Une séquence de gameplay est montrée lors du Xbox Games Showcase 2024.